# Ranes
Pour les articles homonymes, voir Ranes (homonymie).

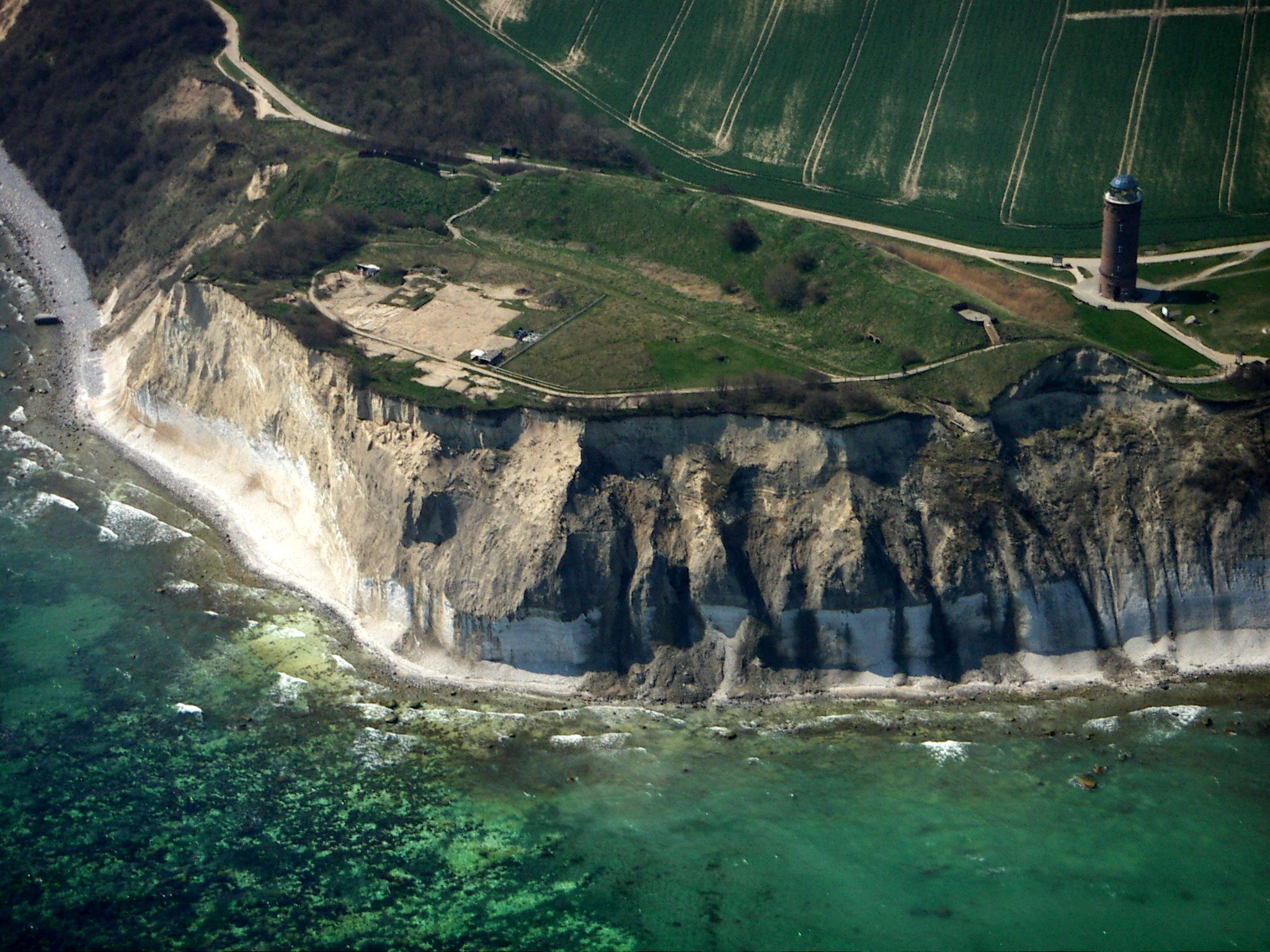
Vue aérienne de la forteresse circulaire du Kap Arkona (Rügen).

Les Ranes, ou Rugiens, étaient un ancien peuple slave occidental qui vivait sur l'île de Rügen et sur la terre ferme de l'autre côté du Strelasund, dans ce qui est aujourd'hui le nord-est de l'Allemagne.
La tribu des Ranes émergea après l'installation de peuples slaves en Poméranie au haut Moyen Âge, et compta parmi les plus puissantes des diverses petites tribus slaves qui vivaient entre l'Elbe et la Vistule inférieure avant le XIIIe siècle. Ils furent parmi les derniers à rester attachés à leur paganisme, l'influence de leur centre de culte de Kap Arkona s'étendant bien au-delà des limites tribales.

## Culture et religion
Païens jusqu'au XIIe siècle, les Ranes vénéraient le dieu Svantovit. Selon Helmold von Bosau, ils pratiquaient des sacrifices humains et animaux.
En 1168, leur centre religieux, Arkona, est détruit par le roi Valdemar Ier de Danemark qui oblige les Ranes à se convertir au christianisme.

## Économie
Les Ranes pratiquaient essentiellement l'élevage, l'agriculture et la pêche. Au XIIe siècle, les Ranes étaient redoutés en tant que pirates opérant à la manière des Vikings. Leur principale place commerciale était Ralswiek. Ils entretenaient des relations commerciales développées avec la Scandinavie et les Pays baltes.

## Langue
La langue des Ranes était un dialecte polabe de la branche des langues léchitiques du slave occidental. La dernière personne parlant le rane, une femme, serait morte en 1404 à Jasmund, sur l'île de Rügen.

## Sources primaires
- Helmold von Bosau, Chronique des Slaves (Chronica Slavorum).